# София фон Арнщайн
София фон Арнщайн (на немски: Sophie von Arnstein; * ок. 1220) е графиня от Арнщайн при Ашерслебен в Харц и през 13 век чрез женитба херцогиня на Померания.

## Живот
Дъщеря е на граф Албрехт I фон Арнщайн († сл. 1240) и съпругата му Мехтилд фон Бланкенбург-Регенщайн († сл. 1267), незаконна дъщеря на граф Зигфрид II фон Бланкенбург.
София се омъжва ок. 1236 г. за херцог Вартислав III от Померания-Демин († 17 май 1264), син на херцог Казимир II от Померания († 1219) и Ирмгард от Дания († сл. 1236). Те имат вероятно няколко сина, които умират малки, и една дъщеря – Барбара († ок. 1300), която става настоятелница на манастира в Маряново.
София фон Арнщайн се омъжва втори път за Прибислав де Славия, господар на Волин.